# Dieta de Nacaome
La Dieta Nacional de Centro-América o Dieta de Nacaome, también llamada Pacto de Nacaome fue una de las muchas conferencias unionistas centroamericanas del siglo XIX, celebrada en la población hondureña de Nacaome en 1847, con la participación de El Salvador, Honduras y Nicaragua.

## Sesiones
En el 6 de junio de 1847 fue instalada la Dieta. 
Los comisionados (originales) eran:
- Por El Salvador
  - Félix Quirós
  - Sixto Pineda

- Por Honduras
  - Coronado Chávez
  - Mónico Bueso

- Por Nicaragua
  - José Sacasa

Acordaron elegir entre ellos mismos un presidente que dirigiría las discusiones y redactará las Actas en borrador para que queden sujetas a la aprobación de la Dieta, convinieron elegir a José Sacasa. También acordaron que la dieta se denomine Dieta Nacional de Centro-América. Se acordó que habría sesiones diarias comenzando a las siete de la mañana y concluyendo antes de las diez.
Uno de los comisionados por El Salvador, Félix Quirós, se retiró por enfermedad, y fue reemplazado por Manuel Barberena.
En el 10 de junio, Máximo Jerez se asentó en la dieta como el segundo comisionado por Nicaragua.
Una invitación para Costa Rica fue enviada por los miembros de la dieta en el 12 de junio, y otra para Guatemala fue enviada en el 15 de junio. La invitación fue bien recibida por el gobierno costarricense y fue respondida por el ministro de relaciones y gobernación, Joaquín Bernardo Calvo en el 15 de julio. El gobierno de Guatemala declinó la invitación citando su posición como república y sus relaciones con otros países que han cementado tal posición, la respuesta fue enviada en el 25 de julio.
Costa Rica decretó el envío de comisionados en el 30 de julio, y eran:
- Joaquín Bernardo Calvo
- Juan Antonio Alvarado.

Para septiembre, se había acordado esperar a los señores comisionados de Costa Rica hasta el 30 de septiembre y que si dentro de ese término no concurrían, proceder a los arreglos que tenían preparados y en que estaban de acuerdo las legaciones de los tres estados. Esto fue hecho con el objeto de allanar dificultades y no demorar por más tiempo la reorganización del país. Los comisionados no llegaron a tiempo y la dieta procedió.

## Convenios
El 7 de octubre la Dieta firmó un pacto para la erección un gobierno provisional centroamericano y otro de convocatoria a una Asamblea constituyente. En la misma sesión, se mandaron invitaciones a Guatemala y Costa Rica a adherirse a ambos acuerdos, sin resultados.
Honduras y Nicaragua ratificaron en su totalidad los dos convenios de Nacaome. Sin embargo, en El Salvador la Asamblea General en sesión del 15 de marzo de 1848, se decretó la ratificación de los pactos solo en cuanto tienen por objeto la reunión de una asamblea nacional constituyente bajo las bases de que el Estado estará siempre anuente a concurrir con sus diputados a una asamblea plenamente autorizada para constituir el país de la manera que mejor convenga a sus intereses y circunstancias, que los diputados deben ser electos libremente por el pueblo sobre la base de uno por cada treinta mil habitantes y en las formas determinadas por las legislaturas o gobiernos de los estados y que la constitución que se dicte por la asamblea nacional regirá en El Salvador como una ley constitutiva sin sujetarse a la aprobación del poder legislativo quedando en esta parte reformado el artículo 95 de la constitución del estado. Esta ratificación condicional fue ejecutada por el gobierno del Presidente Doroteo Vasconcelos en el 17 de marzo y fue publicado en la gaceta del gobierno en el 24 de marzo.
Los convenios no tuvieron efecto.